# Wanderers Football Club
Il Wanderers Football Club è una società calcistica amatoriale inglese fondata nel 1859, dissolta nel 1883 e rifondata nel 2009, famosa per aver vinto la prima FA Cup della storia nel 1872.
Nel 2009 venne rifondata una squadra omonima che milita attualmente nella Surrey South Eastern Combination.
Nella sua storia ha vinto cinque Coppe d'Inghilterra.

## Storia

### Primi anni come Forest (1859–1863)
Il club fu inizialmente formato come Forest Football Club nel 1859 da ex alunni delle scuole pubbliche, principalmente recenti diplomati di Old Harrovian che volevano continuare a praticare questo sport. I membri fondatori includevano Charles W. Alcock, che aveva appena lasciato la Harrow School, suo fratello John F. Alcock, J. Pardoe e i fratelli A. e WJ Thompson.
Per i primi due anni di esistenza del club, i giocatori organizzarono partite tra di loro al Forest Place. La prima partita contro un altro club ebbe luogo il 15 marzo 1862 e si concluse con una vittoria sul Crystal Palace questa partita, sia quella di ritorno tra le due squadre il mese successivo, hanno coinvolto quindici giocatori per ciascuna squadra. A quel tempo, le regole dell'associazione calcio non erano state codificate ed esistevano molte varianti, che differivano nel numero di giocatori per squadra, se ai giocatori era permesso giocare la palla con le mani o nel metodo di segnare gol. Il regolamento del club del 1861 era basato sulle regole di Cambridge del 1856 con un piccolo numero di aggiunte. In un annuncio su un giornale del settembre 1862, il club cercava avversari per le partite "secondo le regole dell'Università di Cambridge".
Nel 1863 il club Forest fu tra i membri fondatori della Federcalcio (FA) e adottò le regole stabilite da quell'ente, sebbene continuasse a giocare partite occasionali secondo altre serie di regole contro club non affiliati alla FA.

### Primi anni come Wanderers (1863-1871)
L'anno successivo, il club giocò la sua prima partita sotto il nome di Wanderers Football Club, contro l'NN. I Wanderers inizialmente se la cavarono bene, perdendo solo una delle sedici partite nella stagione 1865-66, ma nelle quattro stagioni successive le fortune della squadra diminuirono in modo significativo e Alcock trovò sempre più difficile assicurarsi che undici dei suoi giocatori diventassero effettivamente per una partita, con il club spesso costretto a giocare con un numero di giocatori inferiore a quello richiesto o a prenderne in prestito alcuni dagli avversari. il club giocò le loro partite casalinghe al Battersea Park e al Lillie Bridge Grounds del Middlesex County Cricket Club . I Wanderers successivamente fecero del Kennington Oval il loro stadio semipermanente nel 1869.

### Successo in Coppa (1872–1878)
Nella stagione 1870-71, i Wanderers finalmente cambiarono le loro fortune, perdendo solo cinque delle trentasette partite giocate. Per la stagione successiva la FA, su suggerimento di Alcock, ha avviato la Football Association Challenge Cup , un torneo ad eliminazione diretta aperto a tutti i club membri. A causa di una combinazione del ritiro degli avversari e di una regola insolita in vigore all'epoca che consentiva a entrambi i club di passare al turno successivo in caso di pareggio, i Wanderers vinsero solo una partita nei quattro turni precedenti alla finale , disputata al Kennington Oval il 16 marzo 1872. Il club batté i Royal Engineers 1–0 diventando il primo vincitore in assoluto della coppa, il gol della vittoria fu segnato da Morton Betts , che giocava con lo pseudonimo di "AH Chequer".
La stagione successiva, secondo le regole originali della competizione, i Wanderers, in quanto detentori, ricevettero un addio fino alla finale . In finale i Wanderers hanno battuto l'Università di Oxford 2-0 conservando la coppa, grazie in gran parte alla prestazione di AF Kinnaird . fu in grado di replicare questo successo nelle due stagioni successive, anche se riuscì a ottenere una vittoria record per 16-0 sul Farningham nel primo turno della FA Cup 1874–75 .
Nell'ottobre 1875, i Wanderers si recarono in Scozia per la prima volta, per giocare una partita contro la squadra leader del nord del confine, il Queen's Park. Nonostante schierassero la loro squadra più forte, i Wanderers furono surclassati dagli scozzesi e persero 5-0. Il club londinese si vendicò quattro mesi dopo, quando Queen's Park si recò a Londra per una rivincita e perse 2-0. Questa era la prima partita che il club di Glasgow, fondato nove anni prima, avesse mai perso. Wanderers raggiunsero le semifinali della FA Cup senza subire gol e poi sconfissero gli Swifts organizzando una finale contro gli Old Etonians . La squadra degli Etonians conteneva cinque ex giocatori dei Wanderers, incluso Kinnaird. che la partita iniziale si è conclusa con un pareggio 1–1, i Wanderers hanno vinto il replay 3–0 vincendo il torneo per la terza volta.
La stagione successiva, con Kinnaird di nuovo in squadra, i Wanderers superarono la forma iniziale indifferente per raggiungere nuovamente la finale di Coppa e sconfissero l'Università di Oxford per mantenere il trofeo. I Wanderers dominarono nuovamente la competizione nella stagione 1877-78, segnando nove gol sia nelle partite del primo che del secondo turno. La finale fu una rivincita della finale del 1872 e i Wanderers sconfissero nuovamente i Royal Engineers vincendo una terza FA Cup consecutiva senza precedenti. Le regole della competizione stabilivano che in tali circostanze il trofeo sarebbe stato ritirato e sarebbe diventato proprietà permanente del club vittorioso, ma Alcock restituì la coppa alla FA a condizione che la regola fosse rimossa e nessun'altra squadra avesse permesso di rivendicarla. una base permanente. Dopo la finale, i Wanderers hanno affrontato i detentori della Coppa di Scozia in carica , Vale of Leven , ma hanno perso 3-1.

### Declino (1879–1887)
Le fortune dei Wanderers diminuirono rapidamente dopo la tripletta di vittorie in FA Cup del club. Nel 1878, furono fondate squadre di calcio per gli ex alunni di tutte le principali scuole pubbliche, e molti giocatori di spicco scelsero invece di giocare per le rispettive squadre maschili. Il calendario degli incontri dei Wanderers fu drasticamente ridotto nella stagione 1878-79 e la squadra fu eliminata dalla FA Cup al primo turno, perdendo 7–2 contro una squadra degli Old Etonians guidata da Kinnaird. i Wanderers riuscirono a raggiungere il terzo turno della Coppa, ma persero nuovamente contro gli Etonians, dopodiché molti altri giocatori chiave lasciarono il club.
Il club faticò nella stagione 1880-81, ma fu costretto a ritirarsi dalla FA Cup dopo essere stato incapace di formare una squadra per la partita del primo turno programmata. Dopo il 1881, il club si ridusse a giocare solo una partita all'anno, contro la Harrow School ogni Natale. Un libro pubblicato dal quotidiano The Sportsman affermò che il club si ritirò nel 1884, ma una partita ad Harrow fu riportata sul Times nel dicembre 1887, che Harrow vinse 3-1.

### Rifondazione (2009-presente)
Il club venne rifondato nel 2009 e attualmente milita nella Surrey Southern Eastern Combination 15 divisione inglese

## Colori e simboli
Il Wanderers ha giocato con una maglia arancione, viola e nera dal cambio di denominazione nel 1863 allo scioglimento nel 1883.
Durante la partita in trasferta contro il Queen's Park nel 1875 i Wanderers hanno giocato con una maglia bianca e pantaloncini neri, con la sua rifondazione nel 2009 il colore principale è diventato il giallo, per poi cambiare in viola nel 2020.

## Palmarès
- Coppa d'Inghilterra: 5

1871-1872, 1872-1873, 1875-1876, 1876-1877, 1877-1878